# Frederico Figueiredo
Frederico José Oliveira Figueiredo (* 25. Mai 1991 in São Sebastião da Pedreira) ist ein portugiesischer Radrennfahrer.

## Sportlicher Werdegang
International ist Figueiredo seit 2010 aktiv, sein einziger nennenswerter Erfolge blieb zunächst der Gewinn der Bergwertung beim U23-Rennen der Vuelta a la Comunidad de Madrid. 2014 wurde er Mitglied im portugiesischen UCI Continental Team Rádio Popular Boavista, für das er drei Jahre lang fuhr. Zur Saison 2017 wechselte er zum Team Sporting/Tavria. Nach Top-10-Platzierungen in den ersten Jahren für das Team erzielte er in der Saison 2020 seinen ersten Erfolg auf der UCI Europe Tour, als er die zweite Etappe und damit auch die Gesamtwertung des Grande Prémio Internacional de Torres Vedras für sich entschied.
Zur Saison 2021 wurde Figueiredo Mitglied im Continental Team Efapel. Mit seinem neuen Team gewann er die erste Etappe beim Grande Prémio Internacional de Torres Vedras 2021 und konnte den Erfolg in der Gesamtwertung aus dem Vorjahr wiederholen. Im Anschluss gewann er im August 2021 die vierte Etappe der Portugal-Rundfahrt. In der Saison 2022 gewann er zum dritten Mal in Folge die Gesamtwertung Grande Prémio Internacional de Torres Vedras sowie eine Etappe und auch die Punkte- und die Bergwertung. Die Portugal-Rundfahrt 2022 beendete er mit einem Etappensieg auf dem zweiten Platz der Gesamtwertung.
Im Oktober 2024 wurde bekannt, dass gegen Figueiredo Ermittlungen wegen Unregelmäßigkeiten in seinem biologischen Pass in den Jahren 2018 bis 2000 eingeleitet wurden. Vom portugiesischen Radsportverband wurde er vorsorglich gesperrt.

## Erfolge
2013
- Bergwertung Vuelta a la Comunidad de Madrid (U23)

2020
- Gesamtwertung und eine Etappe Grande Prémio Internacional de Torres Vedras

2021
- eine Etappe Portugal-Rundfahrt
- Gesamtwertung und eine Etappe Grande Prémio Internacional de Torres Vedras

2022
- eine Etappe und Bergwertung Portugal-Rundfahrt
- Gesamtwertung, eine Etappe Punktewertung und Bergwertung Grande Prémio Internacional de Torres Vedras

2023
- Bergwertung GP Beiras e Serra da Estrela
- eine Etappe und Bergwertung Grande Prémio Internacional de Torres Vedras